# K. Christopher Garcia

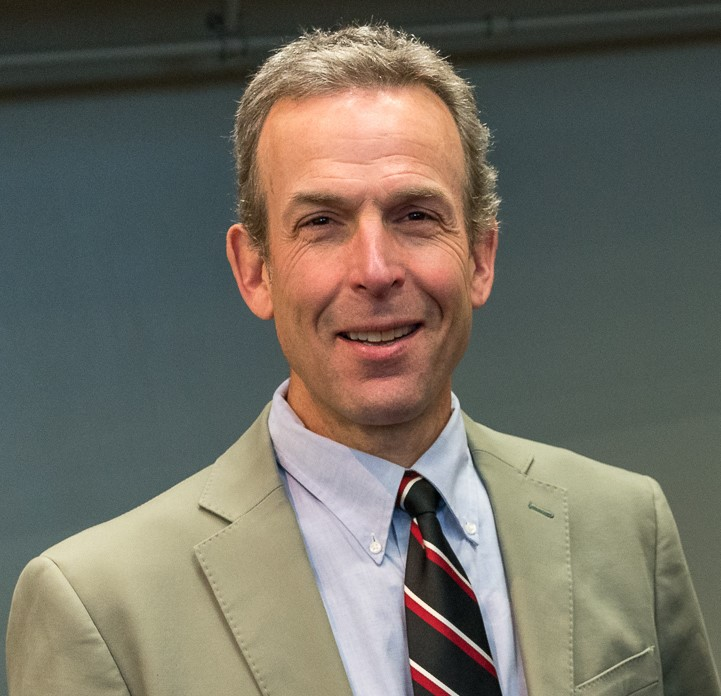
K. Christopher Garcia (2018)

Khristofer Christopher „Chris“ García (meist zitiert als K. Christopher Garcia; * 8. Dezember 1962 in Washington, D.C.) ist ein US-amerikanischer Molekularbiologe an der Stanford University.

## Leben und Wirken
Garcia ist der Sohn eines spanischen Arztes und einer US-amerikanischen Künstlerin. Er wuchs in Falls Church, Virginia, mit zwei älteren Geschwistern auf. Als junger Erwachsener war er Leistungssportler im Tennis und wählte daher die Tulane University für sein Studium. Nach einer Sportverletzung beim Rugby konzentrierte er sich auf sein Studium der Biochemie, unter anderem bei dem früheren Olympia-Fechter Jenő Hámori und erwarb 1985 einen Bachelor als Studienabschluss. Garcia schloss 1992 bei L. Mario Amzel an der Johns Hopkins University einen Ph.D. ab und arbeitete anschließend als Postdoktorand bei David Goeddel, Anthony Kossiakoff und Jim Wells bei Genentech und bei Ian A. Wilson am Scripps Institute of Oceanography.
An der Stanford University erhielt Garcia 1999 eine erste Professur und blieb während seiner weiteren akademischen Karriere an dieser Universität. Hier hat er (Stand 2024) Professuren für Molekulare und Zelluläre Physiologie und für Strukturbiologie inne. Seit 2005 forscht er zusätzlich für das Howard Hughes Medical Institute (HHMI).
Chris Garcia und Mitarbeiter befassen sich mit strukturellen und funktionellen Aspekten der Erkennung und Aktivierung von Zellrezeptoren, insbesondere im Immunsystem. Hier hat die Zellkommunikation (Signaltransduktion) besondere Bedeutung für die Steuerung der Immunantwort. Weitere Arbeiten Garcias befassen sich mit dem Wnt-Signalweg, mit dem Notch-Signalweg und mit G-Protein-gekoppelten Rezeptoren für Chemokine. Mittels Proteomik suchen Garcia und Mitarbeiter für „verwaiste“ Rezeptoren die passenden Liganden.
Garcia hat laut Google Scholar einen h-Index von 114, in der Datenbank Scopus lassen sich ihm zwei Profile mit einem h-Index von 99 beziehungsweise 7 zuordnen (jeweils Stand Juli 2024).

## Auszeichnungen (Auswahl)
- 2012 Mitglied der National Academy of Sciences[2]
- 2016 Mitglied der National Academy of Medicine[6]
- 2023 Passano Award[7]